# Vroege glazenmaker
De vroege glazenmaker (Isoaeschna isoceles) is een echte libel (Anisoptera) uit de familie van de glazenmakers (Aeshnidae). Het is een oranjebruine glazenmaker met opvallend groene ogen. De soort was tot 1990 in Nederland vrij zeldzaam, maar wordt sinds die tijd algemener. Het is een mobiele soort, waarvan regelmatig zwervers worden aangetroffen.
De wetenschappelijke naam van de soort werd in 1767 als Libellula quadrifasciata var. isoceles gepubliceerd door Otto Friedrich Müller.

## Kenmerken
De grondkleur van het achterlijf en borststuk van de vroege glazenmaker is oranjebruin. Het achterlijf heeft fijne zwarte lijnen, maar geen mozaïekpatroon van lichte vlekjes, zoals bij andere glazenmakers. De bovenzijde van segment 2 toont een citroengele spijkervormige vlek. De ogen zijn opvallend smaragdgroen (bij uitgekleurde dieren). De zijkant van het borststuk heeft twee gele banden. Schouderstrepen zijn afwezig. De vleugels zijn helder, met op de basis van de achtervleugels een oranje vlek, die vooral duidelijk is bij het mannetje. Verder zijn er geen noemenswaardige verschillen in tekening tussen mannetje en vrouwtje.
De lichaamslengte van volwassen dieren ligt tussen 62 en 66 millimeter. De larve is vrij groot en breed voor een glazenmaker: 38-40 mm. Onder vergroting is de opvallend lange cercus van de larve te zien. Ook valt dan op dat de larve een lange zijdoorn heeft op segment 6 en een brede labiale palp. De achterrand van de ogen is licht gebogen. De larvenhuidjes van de vroege glazenmaker zijn variabel van kleur, van bijna zwart tot doorzichtig bruin. De larvenhuidjes zijn in de oevervegetatie tot circa een halve meter hoogte te vinden.

## Vliegtijd
De vroege glazenmaker behoort samen met de glassnijder tot de vroegst vliegende glazenmakers. In warme jaren kunnen eind april de eerste imago’s al rondvliegen. De laatste imago’s worden doorgaans eind augustus gezien. De hoofdvliegtijd loopt van eind mei tot half juli.

## Gedrag en voortplanting
De levenscyclus is een of twee jaar. De (eerste) winter wordt doorgebracht als larve, in plaats van als ei zoals bij de meeste andere glazenmakers. De larven leven tussen ondergedoken waterplanten en uit het water stekende planten in de oeverzone. Het uitsluipen gebeurt vanaf eind april tot eind juli, met een piek in de tweede helft van mei en de eerste van juni. Jonge imago’s kunnen ver van het water jagend worden aangetroffen, bijvoorbeeld langs bosranden. Ook in open rietland kunnen veel jagende imago’s worden aangetroffen. Eitjes worden solitair door het vrouwtje afgezet in levende en dode plantendelen.

## Habitat

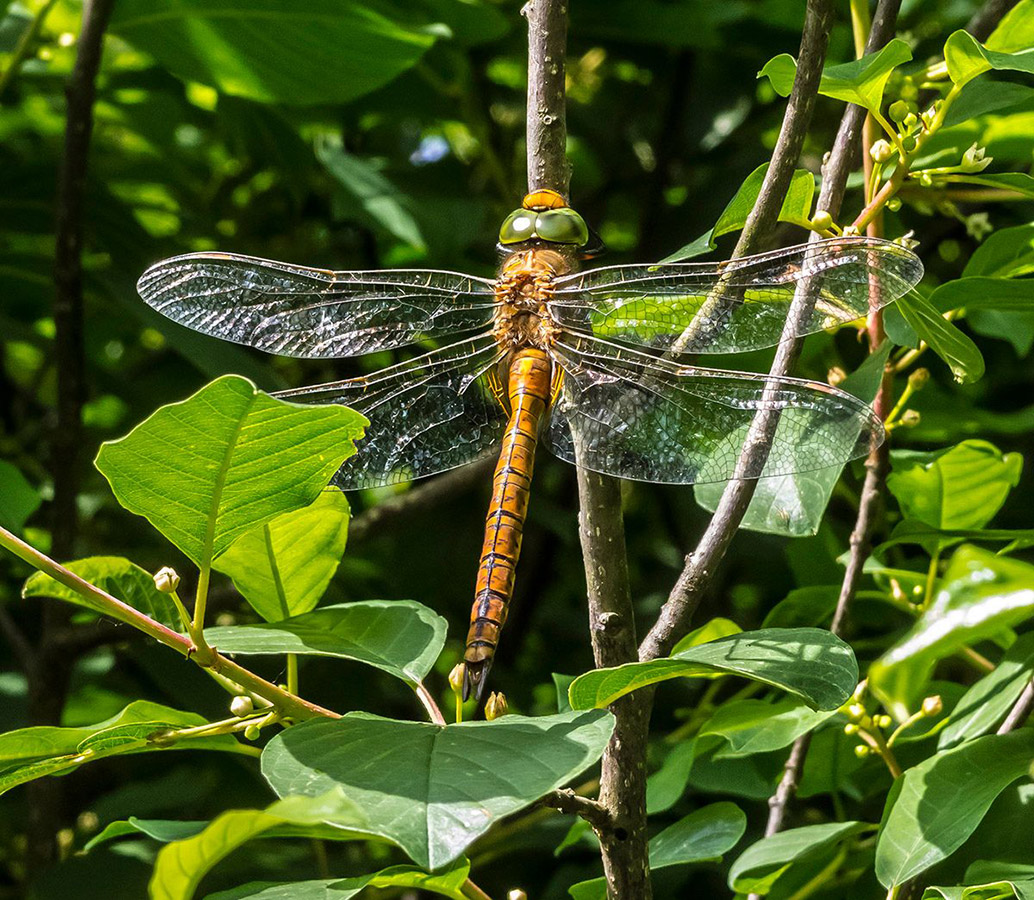
Vroege glazenmaker in het Aamsveen

De vroege glazenmaker komt vooral voor in schone stilstaande wateren met een goed ontwikkelde verlandingsvegetatie en oevervegetatie. Soms ook bij vegetatierijke kanalen of traag stromende beken. De soort heeft een voorkeur voor laagveenmoerassen en plassen met vergelijkbare vegetatie en een redelijke tot goede waterkwaliteit. De soort komt ook voor bij mesotrofe vennen. De combinatie van hoge, deels in het water staande oeverplanten en ondergedoken planten, al dan niet met drijfbladeren, lijkt een voorwaarde voor vestiging. Voortplanting vindt vooral plaats in laagveenmoeras met velden van krabbescheer en structuurrijke rietkragen, en in ondiepe, beschutte en onbeschaduwde poelen. Sinds 2002 blijkt de vroege glazenmaker ook biotopen te kunnen koloniseren die voorheen ongeschikt waren, zoals stadsparken en duinplassen. De soort kan hierbij profiteren van de klimaatverandering maar zeker ook van de verbeterde waterkwaliteit.

## Verspreidingsgebied
De vroege glazenmaker komt voor in Europa, het Midden-Oosten en lokaal in Noord-Afrika. In Europa is het verspreidingsgebied verbrokkeld en komt de soort vooral voor in Zuid-Duitsland, op het Iberisch Schiereiland en op de noordelijke Balkan. In Engeland en Zuid-Scandinavië komt de soort slechts in enkele gebieden voor. In Nederland ligt het zwaartepunt van de verspreiding in de laagveengebieden van Overijssel, Friesland, Utrecht en zuidelijk Noord-Holland. Daarnaast wordt de soort steeds vaker aangetroffen op de hoge zandgronden, in de Gelderse Poort, in Flevoland en in de duinen.

## Verwante en gelijkende soorten
De vroege glazenmaker kan verward worden met de bruine glazenmaker (Aeshna grandis) en de zadellibel (Anax ephippiger), die eveneens een bruingekleurd achterlijf hebben.
Bij de bruine glazenmakers ontbreekt echter de oranje tint op het achterlijf, en de vleugels zijn duidelijk bruin getint. De zeer zeldzame zadellibel heeft een andere tekening op het achterlijf: een brede zwarte lengtestreep en een blauw 'zadel' aan de basis. Beide soorten missen bovendien de gele spijkervormige tekening aan het begin van het achterlijf en de opvallende groene ogen.
De larve lijkt door grootte en vorm enigszins op de larve van de groene glazenmaker (Aeshna viridis), de blauwe glazenmaker (Aeshna cyanea) en de bruine glazenmaker, maar deze soorten hebben korte cerci. De larve van de noordse glazenmaker (Aeshna subarctica) heeft ook lange cerci, maar verwarring is haast niet mogelijk door het grote verschil in habitat en moment van uitsluipen.

## Bedreigingen en bescherming
De soort staat op de Rode Lijst van de IUCN als niet bedreigd, beoordelingsjaar 2007. Op de Nederlandse Rode lijst (libellen) van 2004 gold de vroege glazenmaker nog als kwetsbaar, maar op de lijst van 2015 komt de soort niet meer voor. Op de Belgische Rode Lijst (1998) geldt hij als met uitsterven bedreigd.